# Fiscus Judaicus

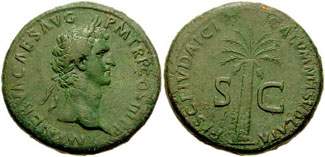
Moneta z napisem fisci Judaei calumnia sublata

Fiscus Judaicus (łac. fiscus Iudaicus) – urząd powołany do zbierania podatku od Żydów mieszkających w imperium rzymskim. Podatek był konsekwencją wojny żydowskiej (66–73) i wprowadzono go po zdobyciu Jerozolimy, dokonanym w roku 70. 
Gdy w roku 6 Judea została włączona do prowincji Syrii, na jej mieszkańców nałożono następujące podatki: tributum, annona i publicum. Oprócz tego Żydzi składali roczną daninę na rzecz świątyni w wysokości połowy sykla (dwie drachmy). Podatek ten był płacony zarówno przez Żydów mieszkających w Palestynie, jak i diasporze, płacił go każdy mężczyzna po przekroczeniu 20. roku życia. Po zburzeniu świątyni Wespazjan zarządził, by podatek ten był przeznaczany na rzecz świątyni Jowisza Kapitolińskiego w Rzymie.
Wespazjan zmusił do płacenia podatku Żydów, którzy bezpośrednio lub pośrednio uczestniczyli w powstaniu. Domicjan zaostrzył wymagania podatkowe i nałożył na wszystkich Żydów mieszkających w cesarstwie. Cesarz Nerwa przywrócił pierwotną interpretację aktu, zabronił też przyjmowania donosów na poszczególnych Żydów i zapewne innych nadużyć (fisci Judaei calumnia sublata).
Podatek ściągany był z pewnością w drugim i trzecim wieku, brak danych kiedy został zniesiony. Wedle przypuszczenia części historyków nastąpiło to za cesarza Juliana Apostaty bądź wcześniej, w czasie kryzysu III wieku.